# Nombre hautement composé
Un nombre hautement composé est un entier strictement positif qui a strictement plus de diviseurs que n'en ont les nombres qui le précèdent.

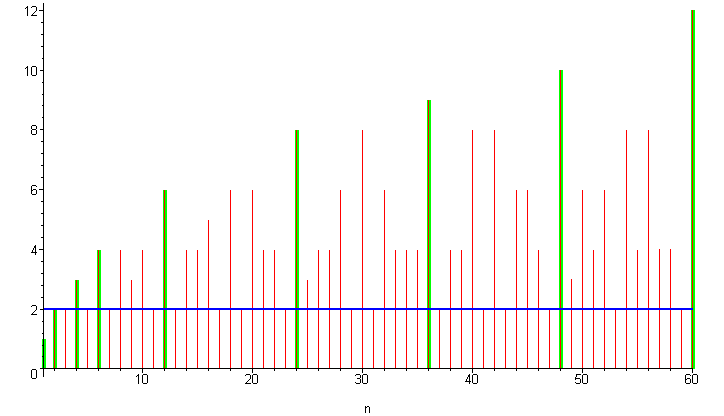
Diagramme en bâtons du nombre de diviseurs, avec en vert les ploutons 1,2,4,6,12,24,36,48,60.

Raymond Badiou a proposé de les appeler nombres ploutons (de Ploutos, divinité de la richesse) .

## Historique
La définition et l'appellation de ces nombres a été introduite en 1915 par Srinivasa Ramanujan .
Cependant, Jean-Pierre Kahane a suggéré que le concept était connu de Platon qui a établi à 5040 le nombre idéal de citoyens dans une cité, sa propriété d'avoir de nombreux diviseurs permettant de les répartir en de nombreux sous-groupes de même taille. Il est plus probable que 5040 ait été simplement choisi pour sa propriété d'être égal à {\displaystyle 7!=2\times 3\times 4\times 5\times 6\times 7}.
Certains nombres hautement composés ont également été utilisés longtemps pour leur bonne décomposabilité : les 240 deniers d'une livre créés en Europe sous Charlemagne, les 360 degrés d'un angle, les 60 sous-unités de la base sexagésimale mésopotamienne utilisée dans l'Antiquité mésopotamienne, ou le découpage du temps et de l'espace en 60 minutes et en 60 secondes, ou le comptage à la douzaine, qui chacun permettent diverses divisions exactes. En pratique ces nombres  aux propriétés intéressantes peuvent facilement être fabriqués en multipliant des petits nombres multiples de 2, 3 et 5, comme 4, 6, 10, 12 eux-mêmes composés, mais ont eu une durée d’utilisation notablement longue, comptable en millénaires.

## Premières valeurs
Les vingt-et-un premiers nombres hautement composés sont les suivants (huit d'entre eux, en gras, sont même hautement composés supérieurs) :
| nombres hautement composés (suite A002182 de l'OEIS)    | 1 | 2 | 4  | 6   | 12   | 24   | 36    | 48   | 60     | 120    | 180     | 240    | 360     | 720     | 840      | 1 260     | 1 680    | 2 520     | 5 040     | 7 560     | 10 080    |
| nombres de diviseurs positifs (suite A002183 de l'OEIS) | 1 | 2 | 3  | 4   | 6    | 8    | 9     | 10   | 12     | 16     | 18      | 20     | 24      | 30      | 32       | 36        | 40       | 48        | 60        | 64        | 72        |
| décomposition en facteurs premiers                      |   | 2 | 2² | 2 3 | 2² 3 | 2³ 3 | 2² 3² | 2⁴ 3 | 2² 3 5 | 2³ 3 5 | 2² 3² 5 | 2⁴ 3 5 | 2³ 3² 5 | 2⁴ 3² 5 | 2³ 3 5 7 | 2² 3² 5 7 | 2⁴ 3 5 7 | 2³ 3² 5 7 | 2⁴ 3² 5 7 | 2³ 3³ 5 7 | 2⁵ 3² 5 7 |
| décomposition en produit de primorielles                |   | 2 | 2  | 6   | 2 6  | 2 6  | 62    | 23 6 | 2 30   | 2 30   | 6 30    | 23 30  | 2 6 30  | 2 6 30  | 2 210    | 6 210     | 23 210   | 2 6 210   | 2 6 210   | 62 210    | 23 6 210  |

On peut noter que les 7 premières factorielles : 1, 2, 6, 24, 120, 720, 5040, sont hautement composées, mais 8!=40320 ne l'est pas.

### Décroissance des exposants de la décomposition en produit de facteurs premiers
Pour donner une idée de la forme d'un nombre hautement composé, on peut dire qu'il s'agit d'un nombre possédant des facteurs premiers aussi petits que possible, sans être trop de fois les mêmes. En effet, si l'on considère la décomposition d'un entier {\displaystyle n>1} en facteurs premiers comme suit :
{\displaystyle n=p_{1}^{c_{1}}\times p_{2}^{c_{2}}\times \cdots \times p_{k}^{c_{k}}}
où {\displaystyle p_{1}=2<p_{2}=3<...<p_{k}} sont les {\displaystyle k} premiers nombres premiers, et où le dernier exposant {\displaystyle c_{k}} est non nul, alors le nombre de diviseurs de {\displaystyle n} est :
{\displaystyle (c_{1}+1)\times (c_{2}+1)\times \cdots \times (c_{k}+1).}
Par conséquent, pour que {\displaystyle n} soit hautement composé, il faut que {\displaystyle c_{1}\geqslant c_{2}\geqslant ...\geqslant c_{k}} (sinon, en échangeant les deux exposants fautifs on diminue {\displaystyle n} tout en conservant le même nombre de diviseurs : par exemple 18 = 21 × 32 peut être remplacé par 12 = 22 × 31, chacun a 6 diviseurs). Cette condition nécessaire équivaut à : {\displaystyle n} est décomposable en produit de primorielles. Tout nombre hautement composé est donc un nombre pratique.
Cette condition n'est malheureusement pas suffisante ; par exemple, {\displaystyle 96=2^{5}.3} remplit la condition de décroissance mais n'est pas hautement composé : {\displaystyle 60=2^{2}.3.5} possède également 12 diviseurs tout en étant strictement plus petit.
On peut aussi montrer qu'on a toujours {\displaystyle c_{k}=1}, sauf dans deux cas particuliers {\displaystyle n=4} et {\displaystyle n=36}.

### Propriété d'abondance
Les nombres hautement composés strictement supérieurs à 6 sont aussi des nombres abondants. Un seul coup d'œil aux trois ou quatre plus hauts diviseurs d'un nombre hautement composé particulier est nécessaire pour confirmer ce fait.

### Évaluation asymptotique
Si {\displaystyle Q(x)} représente la quantité de nombres hautement composés qui sont inférieurs ou égaux à {\displaystyle x}, Ramanujan a montré en particulier que
{\displaystyle \lim _{x\to \infty }Q(x)/\ln x=+\infty ,}
ce qui prouve qu'il y a une infinité de nombres hautement composés.
Plus précisément, il existe une constante b telle que
{\displaystyle ({\ln x})^{35/32}\leq Q(x)\leq ({\ln x})^{b}.}
La minoration de {\displaystyle Q(x)} fut prouvée par Paul Erdős en 1944 et la majoration par Jean-Louis Nicolas (en) en 1971.

## Exemple
| Le nombre hautement composé 10 080 = 25 × 32 × 5 × 7 a 72 diviseurs.                                                              |          |          |           |          |          |
| 1 × 10080 | 2 × 5040 | 3 × 3360 | 4 × 2520  | 5 × 2016 | 6 × 1680 |
| 7 × 1440 | 8 × 1260 | 9 × 1120 | 10 × 1008 | 12 × 840 | 14 × 720 |
| 15 × 672 | 16 × 630 | 18 × 560 | 20 × 504  | 21 × 480 | 24 × 420 |
| 28 × 360 | 30 × 336 | 32 × 315 | 35 × 288  | 36 × 280 | 40 × 252 |
| 42 × 240 | 45 × 224 | 48 × 210 | 56 × 180  | 60 × 168 | 63 × 160 |
| 70 × 144 | 72 × 140 | 80 × 126 | 84 × 120  | 90 × 112 | 96 × 105 |
| Les nombres en gras sont eux-mêmes hautement composés. Seul le vingtième nombre hautement composé 7 560 (= 3 × 2 520) est absent. |          |          |           |          |          |

Le nombre 10 080 est également « 7-friable », c'est-à-dire que tous ses facteurs premiers sont inférieurs ou égaux à 7.

## Utilisation
Certains de ces nombres sont utilisés dans les systèmes traditionnels de mesure, et ont tendance à être utilisés en ingénierie, en raison de leur usage dans les calculs de fractions compliqués, ainsi 12 et 60.